# La tente des Glaneurs
La Tente des Glaneurs est une “association de redistribution solidaire alimentaire” selon les mots de Jean-Loup Lemaire (fondateur de l'association). Le but de l'association est de récupérer les invendus des marchés non-sédentaires (fruits, légumes, pains et fleurs) et de les redistribuer gratuitement aux personnes accueillies traversant une précarité alimentaire . Elle est montée en franchise, marque déposée et protégée, il est donc possible de créer des associations similaires en déclinant le nom selon la ville de rattachement (exemple : La Tente des Glaneurs de Strasbourg).

## Histoire
Cette association a été fondée le 9 décembre 2010 à Lille. Le but était de récupérer les invendus du marché de Wazemmes afin de les redistribuer gratuitement. Par la suite, d'autres franchises de cette association ont été créées dans différentes villes.
Le slogan de l'association est « Donner, c'est mieux que jeter ».
En 2012, la maire de Paris contacte l'association afin de mener une expérimentation. Le 4 mai 2013, une franchise de l'association est créée à Paris. Un appel à bénévole est fait sur la page Facebook de l'association en septembre. L'expérimentation est finalement conduite le dimanche 22 décembre 2013 sur le marché de la Place de Joinville. En 2014, cette tente a collecté 35 tonnes de fruits et légumes dont 25 tonnes ont été redistribuées.

## Jean-Loup Lemaire
Né le 2 juin 1968, Jean-Loup Lemaire a été adopté à l'âge de 3 ans. Il gardera de cet épisode de sa vie l'envie de tendre la main aux personnes dans le besoin. Il a notamment été bénévole aux Restos du cœur.
À l'âge de 13 ans, il se tourne vers l'apprentissage de la restauration. Formé par le chef Patrick Pagès, il devient cuisinier gastronomique. Par la suite, il travailla comme responsable des cuisines à l'UCPA des Contamines-Montjoie en Haute-Savoie. Puis dans les années 2000, il s'est installé à Lille et décida de rejoindre le conseil de quartier de Wazemmes. De là est née l'idée de la tente des Glaneurs. Ce projet a finalement abouti, le 9 décembre 2010, par la création de l'association.

## Statut juridique
La tente des Glaneurs est une association loi de 1901. Bien que permettant de limiter le gaspillage alimentaire et aidant des personnes en distribuant gratuitement des denrées alimentaires, cette association n'est pas reconnue comme une association d'utilité publique.

## Liste des associations
Liste des associations parues au Journal officiel. La tente des Glaneurs de Strasbourg n'est pas présente dans le JO.
| Ville                    | Nom                                  | Date de déclaration de l'association |
| ------------------------ | ------------------------------------ | ------------------------------------ |
| Lille                    | La tente des Glaneurs                | 09/12/2010                           |
| Caen                     | La tente des Glaneurs de Caen        | 21/03/2012                           |
| Paris 19e arrondissement | La tente des Glaneurs Paris          | 04/05/2013                           |
| Grenoble                 | La tente des Glaneurs Grenoble       | 21/06/2013                           |
| Joinville                | La tente des Glaneurs de Joinville   | 08/12/2015                           |
| Armentières              | La tente des Glaneurs d'Armentières  | 08/03/2014                           |
| Strasbourg               | La tente des Glaneurs de Strasbourg  | 08/12/2015                           |
| Alfortville              | La tente des Glaneurs de Alfortville | 21/06/2019                           |